# Liste des hommages à AC/DC
Cet article présente la liste des albums hommage au groupe australien de hard rock AC/DC ainsi que les reprises individuelles de chansons d'AC/DC. En raison de la popularité mondiale d'AC/DC, beaucoup de musiciens ont participé à des hommages au groupe. Les albums hommage à AC/DC ont été faits par des artistes de genres totalement différents, comme le bluegrass et le death metal. Leurs chansons ont également beaucoup été reprises individuellement.

## Albums hommage
| Titre                                               | Artiste(s)        | Sorti | Notes |
| Fuse Box (en)                                       | Plusieurs         | 1995  | Parmi les artistes ayant participé : Frenzal Rhomb, Don Walker, Nitocris, The Meanies, Ed Kuepper and Spiderbait. |
| Covered In Black                                    | Plusieurs         | 1997  | Reprises de chansons d'AC/DC dans un style industriel. Parmi les artistes ayant participé ; Electric Hellfire Club, Genitorturers, Die Krupps, Spahn Ranch, et Godflesh.                                                                      |
| Thunderbolt: A Tribute to AC/DC (it)                | Plusieurs         | 1998  | Parmi les artistes ayant participé : Lemmy Kilmister (Motörhead), Sebastian Bach, Joe Lynn Turner, Dee Snider (Twisted Sister), Quiet Riot, Jack Russell (Great White), John Corabi (Mötley Crüe), Phil Collen (Def Leppard) et Ugly Kid Joe. |
| A Hillbilly Tribute to AC/DC (en)                   | Hayseed Dixie     | 2000  | Reprises de chansons d'AC/DC dans un style bluegrass,. |
| What's Next to the Moon (en)                        | Mark Kozelek      | 2001  | Reprises de chansons d'AC/DC sous la période Bon Scott dans un style folk. |
| Back in Baroque... The String Tribute to AC/DC (en) |                   | 2003  | Reprise de l'album Back in Black en musique classique. |
| The Rock-A-Billy Tribute to AC/DC                   | Full Blown Cherry | 2004  | Reprises de chansons d'AC/DC dans un style rockabilly. |
| Graveyard Classics 2                                | Six Feet Under    | 2004  | Reprise de l'album Back in Black dans un style death metal. |

## Reprises individuelles (sorties sur albums uniquement)
Beaucoup de musiciens de différents genre de musique ont repris des chansons d'AC/DC. Ceci prouve l'influence du groupe sur beaucoup de genres musicaux.
| Artiste(s)                       | Chanson(s) reprises                                                      | Album/single                                                 | Sorti                     | Notes                                                      |
| The Party Boys (en)              | Let There Be Rock, High Voltage                                          | No chanson Too Sacred, The Party Boys                        | 1984, 1987                |                                                            |
| Guns N' Roses                    | Whole Lotta Rosie                                                        | Face B de Welcome to the Jungle et Live from the Jungle (en) | 1987, 1988                | A aussi été joué dans plusieurs concerts de Guns N' Roses. |
| John Farnham                     | It's a Long Way to the Top (If You Wanna Rock 'n' Roll)                  | Age of Reason                                                | 1988                      | [ 10 ]                                                     |
| Exodus                           | Overdose, Dirty Deeds Done Dirt Cheap                                    | Fabulous Disaster, Tempo of the Damned respectively.         | 1989, 2004 respectivement | [ 11 ]                                                     |
| Bruce Dickinson                  | Sin City                                                                 | Tattooed Millionaire                                         | 1990                      |                                                            |
| Hard-Ons avec Henry Rollins      | Let There Be Rock                                                        | Single                                                       | 1991                      | [ 12 ]                                                     |
| Annihilator                      | Live Wire                                                                | In Command                                                   | 1996                      | [ 13 ]                                                     |
| Quiet Riot                       | Highway to Hell                                                          | Alive and Well (en)                                          | 1999                      | [ 14 ]                                                     |
| Mark Kozelek                     | Rock 'n' Roll Singer, You Ain't Got a Hold on Me, Bad Boy Boogie         | Rock 'n' Roll Singer                                         | 2000                      | Ces chansons sont chantés dans un style folk,.             |
| Six Feet Under                   | T.N.T.                                                                   | Graveyard Classics                                           | 2000                      |                                                            |
| The Offspring                    | Sin City                                                                 | Single de Million Miles Away.                                | 2001                      | [ 17 ]                                                     |
| Twisted Sister                   | Sin City                                                                 | Twisted Forever (en)                                         | 2001                      | [ 18 ]                                                     |
| Iced Earth                       | Highway to Hell, It's a Long Way to the Top (If You Wanna Rock 'n' Roll) | Tribute to the Gods (en)                                     | 2002                      | [ 19 ]                                                     |
| Illdisposed                      | Beating Around the Bush                                                  | Retro                                                        | 2002                      |                                                            |
| Living Colour                    | Back in Black                                                            | Collideøscope                                                | 2003                      | ,                                                          |
| Shakira                          | Back in Black                                                            | Live and off the Record                                      | 2004                      | [ 22 ]                                                     |
| Synthetik FM featuring Fr/action | Dirty Deeds Done Dirt Cheap                                              | Elektrokuted: 17 Metal and Rock classics revisited           | 2004                      | [ 23 ]                                                     |
| Graveyard BBQ                    | Dirty Deeds Done Dirt Cheap                                              | Graveyard BBQ Greatest Hits Volume Two                       | 2007                      |                                                            |
| Trust                            | "problem child-live wire"(live) & "ton dernier acte"                     | album anti-best-of                                           | 1997                      |                                                            |